# HERMESensemble
Het HERMESensemble is een Antwerps collectief voor hedendaagse muziek en kunst. Het repertoire en de uitvoeringspraktijk van de klassieke avant-garde vormen het startpunt van de producties.  Het ensemble streeft ernaar artistieke grenzen te verleggen.
Het HERMESensemble is ensemble in residentie in AMUZ.  Hun producties presenteerden nieuwe muziek van onder meer John Cage, Salvatore Sciarrino, Kaija Saariaho, Morton Feldman, Ivan Fedele, de Belgen Luc Brewaeys, Marc Tooten, Frédéric D’haene, en Wim Henderickx en jong talent als Thomas Smetryns, Hanne Deneire, Jelle Tassyns, Bram Van Camp en Annelies Van Parys. 